# Distretto di Taphan Hin
Il distretto di Taphan Hin (in thailandese: ตะพานหิน) è un distretto (amphoe) della Thailandia, situato nella provincia di Phichit.